# Кэнделл Карсон
Кэнделл Карсон (англ. Kendall Karson; род. 28 марта 1988 года, Сакраменто, Калифорния, США) — американская порноактриса, экзотическая танцовщица, фотомодель и диджей; лауреат премии XBIZ Award.

## Биография
Родилась 28 марта 1988 года в Сакраменто, Калифорния, США. Настоящее имя — Эшли Юдан (англ. Ashley Youdan). Имеет французские, немецкие, голландские, валлийские и индийские корни.
Окончила колледж по специальности стоматология. Также имеет национальный сертификат по фармацевтике. Работала менеджером в энергетической компании.
Дебютировала в порноиндустрии в 2011 году, в возрасте 23 лет. В 2016 году, снявшись в общей сложности в 230 фильмах, ушла из индустрии и занимается моделированием.
Снималась для таких студий, как 3rd Degree, Adam & Eve, Brazzers Network, Diabolic Video, Digital Playground, Digital Sin, Evil Angel, Girlfriends Films, Hustler Video, Jules Jordan Video, Kink.com, naughtyamerica.com, New Sensations, Vivid, Wicked Pictures, Zero Tolerance Entertainment и других.
Участвовала в благотворительной кампании для семей погибших полицейских в Южной Флориде. Выступает в качестве активиста в борьбе с насилием в семье и помогает женщинам, пострадавшим от него. Карсон является представителем благотворительной организации «Национальная коалиция против домашнего насилия» и утверждает, что она сама была жертвой такого насилия.
В 2016 году Карсон подала иск на 12 миллионов долларов за психологическое и сексуальное домогательство против своего бывшего друга, немецкого скрипача Дэвида Гарретта. Карсон утверждает, что Гаррет заставлял её пить его мочу. В январе 2017 года стороны достигли внесудебного соглашения о возмещении ущерба, размер которого не разглашается.

## Премии и номинации
| Год  | Премия     | Результат | Категория                                               | Работа                                 |
| ---- | ---------- | --------- | ------------------------------------------------------- | -------------------------------------- |
| 2013 | AVN Award  | Номинация | Лучшая новая старлетка                                  | н/д                                    |
| 2013 | AVN Award  | Номинация | Best POV Sex Scene (with Erik Everhard)                 | Sport Fucking 10                       |
| 2014 | AVN Award  | Номинация | Невоспетая старлетка года                               | н/д                                    |
| 2014 | XBIZ Award | Победа    | Лучшая сцена — Пародия (с Райаном Дриллером)            | Man of Steel XXX: An Axel Braun Parody |
| 2015 | AVN Award  | Номинация | Best All-Girl Group Sex Scene (с Аалией и Чери Девилль) | Lesbian Touch                          |
| 2015 | XBIZ Award | Номинация | Лучшая сцена — короткометражный фильм (с Сетом Гэмблом) | Gym Angels                             |

## Фильмография
- Addicted to Toys (2012)
- Beautiful Sex (2013)
- Chicks and Guns (2012)
- Dirty Little Schoolgirl Stories 4 (2012)
- Internal Injections 9 (2013)
- My Sister’s Hot Friend 31 (2013)
- OMG… It’s The Duck Dynasty XXX Parody (2013)
- Peter North’s POV (2012)
- Sport Fucking 10 (2012)
- Wanna Fuck My Daughter Gotta Fuck Me First 16 (2012)